# Alexandre Denéréaz
Alexandre Denéréaz (Losanna, 31 luglio 1875 – 25 luglio 1947) è stato un compositore svizzero.

## Biografia
Studiò musica dapprima al Conservatorio di Losanna e successivamente, dal 1892, al Conservatorio di Dresda, dove fu allievo di Blanchet ed anche suo sostituto come organista nella chiesa di S.Francesco a Losanna; nello stesso conservatorio seguì gli insegnamenti di Carl-Heinrich Döring per il pianoforte e di Felix Draeseke per la composizione.
Lavorò come organista della chiesa di Saint-François per tutta la vita, luogo dove organizzò anche grandi concerti. 
Nel 1896 ricevette il primo premio di composizione musicale per la sua opera "Première symphonie" e nello stesso anno ottenne la nomina di direttore dei cori e di insegnante nel Conservatorio di Losanna. Insegnò armonia, analisi della corale, contrappunto, fuga, composizione e organo.
Fu anche docente presso l'Università di Losanna dal 1918 al 1945.
Diresse il coro misto a Sainte-Cécile, e il coro maschile di Yverdon.
Nel 1899 fu membro fondatore dell'associazione dei musicisti svizzeri.
Come compositore ha realizzato varie opere, cinque sinfonie, una ouverture, un poema sinfonico, una suite sinfonica, un concerto per pianoforte, uno per violino e uno per cello, quartetti, un Concerto grosso per orchestra, cori e sonate per organo.
Nel 1903 ha composto la cantata per il Centenaire de l'Indépendance Vaudoise.
Tra le sue pubblicazioni, annoveriamo L'évolution de l'art musical depuis ses origines fusqu'à l'epoque moderne del 1919.
La sua pubblicazione più importante è La musique et la vie intérieure (La musica e la vita interiore), in cui descrive lo sviluppo dell'arte musicale dagli inizi al presente. Da segnalare il capitolo dedicato allo spirito della musica nel Medioevo e del Rinascimento.